# Marlins Park
Marlins Park – stadion baseballowy z zamykanym dachem, na którym swoje mecze rozgrywa zespół Miami Marlins.
Budowę obiektu rozpoczęto w lipcu 2009, na miejscu zburzonego stadionu Miami Orange Bowl, a do użytku oddano go w 2012 roku. Pierwszy mecz rozegrano 4 kwietnia 2012; przeciwnikiem Marlins była drużyna St. Louis Cardinals. Stadion posiada 37 tysięcy miejsc siedzących i jest najmniejszy w Major League Baseball. Koszt jego budowy wyniósł 515 mln dolarów.